# Troglospinotheca refsgaardiorum
Genre
Espèce
Troglospinotheca refsgaardiorum, unique représentant du genre Troglospinotheca, est une espèce de collemboles de la famille des Spinothecidae.

## Distribution
Cette espèce est endémique de la province de Neuquén en Argentine. Elle se rencontre dans la grotte Cueva del León dans le département de Picunches.

## Étymologie
Cette espèce est nommée en l'honneur de H. Refsgaard Cols.

## Publication originale
- Palacios-Vargas, 1999 : New genus and species of Spinothecidae (Collembola) from caves of Argentina. Mémoires de Biospéologie, no 2653, p. 101-106.